# (36757) 2000 RY71
2000 RY71 (asteroide 36757) é um asteroide da cintura principal. Possui uma excentricidade de 0.10851310 e uma inclinação de 7.26669º.
Este asteroide foi descoberto no dia 2 de setembro de 2000 por LINEAR em Socorro.